# Gerry Bamman
Gerry Bamman (Independence (Kansas), 18 september 1941) is een Amerikaans acteur.

## Biografie
Bamman heeft de high school doorlopen aan de St. Francis de Sales High School in Toledo (Ohio).
Bamman begon in 1984 met acteren in de film Sentimental Journey. Hierna heeft hij nog meerdere rollen gespeeld in films en televisieseries zoals Cocktail (1988), Home Alone (1990), Married to It (1991), Home Alone 2: Lost in New York (1992), The Bodyguard (1992), The Puppet Masters (1994), Great Expectations (1998), Around the Bend (2004) en Law & Order (1991-2005).
Bamman is in 1981 getrouwd en heeft hieruit een zoon, later is hij gescheiden van zijn vrouw.

## Filmografie[2]

### Films
Uitgezonderd korte films. 
- 2009 My Father's Will – als Stuart Curtis
- 2004 Around the Bend – als Albert
- 2004 The Cookout – als butler
- 2003 Runaway Jury – als Herman Grimes
- 2001 Born Loser – als Mr. Vales
- 2001 Second Honeymoon – als Philip
- 2001 Double Whammy – als burgemeester
- 2000 Urbania – als Don
- 2000 Two Family House – als Mr. Pine
- 2000 Passion of Mind – als Edward Youngerman
- 1999 Superstar – als pastoor John
- 1999 The Confession – als psychiater
- 1998 Great Expectations – als Ted Rabinowitz
- 1996 The Long Kiss Goodnight – als CIA-agent
- 1994 The Puppet Masters – als Viscott
- 1993 Murder in the Heartland – als rechter Brooks
- 1992 Lorenzo's Oil – als dokter Judalon
- 1992 The Bodyguard – als Ray Court
- 1992 Home Alone 2: Lost in New York – als oom Frank McCallister
- 1991 Married to It – als Arthur Everson
- 1991 The 10 Million Dollar Getaway – als Peter Greunwald
- 1991 Love, Lies and Murder – als Mark Lockwood
- 1991 The Chase – als Peter
- 1990 Home Alone – als oom Frank
- 1990 Desperate Hours – als Ed Tallent
- 1989 Manhunt: Search for the Night Stalker – als Phil Thomas
- 1989 Pink Cadillac – als Buddy
- 1989 Bloodhounds of Broadway – als inspecteur McNamara
- 1989 True Believer – als Brian Nevins
- 1988 Cocktail – als toerist
- 1987 Hiding Out – als Mr. Stevens
- 1987 The Secret of My Succe$s – als Art Thomas
- 1986 Courage – als assistent van de openbare aanklager
- 1985 Brass – als George Whitman
- 1984 Old Enough – als Mr. Sloan
- 1984 Sentimental Journey – als Artie

### Televisieseries
Uitgezonderd eenmalige gastrollen. 
- 2015 The Following – als Charles – 2 afl.
- 2008 Canterbury's Law – als rechter Sydney Hanlon – 2 afl.
- 1991–2005 Law & Order – als Stan Gillum / rechter Thomas Everton / Dean Pollard – 8 afl.
- 2002 Benjamin Franklin – als Paul Wntworth – miniserie
- 2000–2002 Law & Order: Special Victims Unit – als aanklager Schaefer / Craig Prince – 2 afl.
- 1991 Loving – als bisschop Ford - 2 afl.
- 1991 Love, Lies and Murder – als Mark Lockwood – 2 afl.

### Theaterwerk
- 2010–2011 The Merchant of Venice – als Duke of Venice
- 1995 Uncle Vanya – als Ilaya Ilyic Telegin
- 1986 Execution of Justice – als Thomas F. Norman
- 1984 Accidental Death of an Anarchist – als Inspecteur Bertozzo
- 1977 The Cherry Orchard – als Lopakhin / Ermolai Alekseevich / Epikhodov / Semen Panteleevich

- Bibliothèque nationale de France: cb141525374 (data)
- Gemeinsame Normdatei: 1061781852
- International Standard Name Identifier: 0000 0000 1082 5453
- Virtual International Authority File: 5140908
- WorldCat: E39PBJqBk4WWKQHwCy7rrqvGpP